# Фуджін (Mortal Kombat)
Фуджін (англ. Fujin) — персонаж серії файтинга Mortal Kombat, що вперше з'явився як безіменний бос у пригодницькому спіноффі серії Mortal Kombat Mythologies: Sub-Zero. Як повноцінний боєць він вперше дебютував у Mortal Kombat 4.

## Біографія
Більш відомий, як бог вітру, Фуджін приєднався до Райдена, як один з останніх, хто вижив богів на Землі. Їх колеги були переможені у війні Небес між силами Шіннока і Старшими Богами. Він тепер готується до фінальної битви між Силами Світла і пекельними воїнами Тьми Шіннока.

## Спецприйоми та Добиваня
Повітряна воронка: Фуджін створює порив вітру під противником, який піднімає його в повітря і кидає його об землю. (MK4, MKG, MKA)
Вітряний удар: під час стрибка Фуджін різко стрибає вниз з ударом ноги. (MK4, MKG, MKA)
Порив циклону: Фуджін швидко обертається, на манер торнадо, притягує противника, і жбурляє його на протилежну сторону арени. (MK4, MKG, MKA)
Ураганний вітер: Фуджін запускає в противника невелике торнадо, яке обертає ворога і відкриває його для атак. (MKA)

### Добиваня
Удар вітру:Фуджін вистачає ворога за руку і заламує її через своє плече. Потім він штовхає супротивника ліктем в спину, від чого той відлітає на інший кінець арен.(MK4, MKG)
Кушнір: Фуджін направляє в противника потужний порив вітру, який здирає з ворога шкіру. (MK4, MKG)

## Поява в інших медіа
Фуджін з'являється в третьому розділі коміксу Mortal Kombat X.